# Iakoruda
El municipi de Iakoruda (búlgar: Община Якоруда) és un municipi búlgar pertanyent a la província de Blagòevgrad, amb capital a la ciutat homònima. Es troba a nord-est de la província.
L'any 2011 tenia 5.720 habitants, el 31,35 búlgars, el 38,39% de turcs i el 3,96% gitanos. Aproximadament la meitat de la població municipal viu a la capital.

## Localitats
El municipi es compon de les següents localitats:
| - Iakoruda - Avramovo - Bel Kamen - Buncevo | - Konarsko - Smolevo - Černa Mesta - Jurukovo |